# Итапирапуан
Итапирапуан (порт. Itapirapuã) — муниципалитет в Бразилии, входит в штат Гояс. Составная часть мезорегиона Северо-запад штата Гойас. Входит в экономико-статистический микрорегион Риу-Вермелью. Население составляет 12 189 человек на 2006 год. Занимает площадь 2043,699 км². Плотность населения — 6,0 чел./км².

## Статистика
- Валовой внутренний продукт на 2003 год составляет 65 188 004,00 реалов (данные: Бразильский институт географии и статистики).
- Валовой внутренний продукт на душу населения на 2003 год составляет 5630,33 реалов (данные: Бразильский институт географии и статистики).
- Индекс развития человеческого потенциала на 2000 год составляет 0,707 (данные: Программа развития ООН).